# Knapptjärnen, Västerbotten
Knapptjärnen är en sjö i Skellefteå kommun i Västerbotten och ingår i Skellefteälvens huvudavrinningsområde.